# Mètode de projectes
El mètode per projectes és una metodologia pròpia de la tecnologia, el disseny i l'enginyeria, que es pot usar també a les arts, per a portar a terme un projecte a partir d'unes circumstàncies i voluntats donades. Es caracteritza, entre altres coses, pel fet que mai no hi ha una única manera de fer ni d'arribar-hi, que es parteix d'una anàlisi de la situació, de l'objectiu i de les condicions, i que d'aquest avantprojecte general es va desenvolupant, implementant i detallant cada pas fins al final. Inclou també el manteniment i la desmantellament, és a dir, tot el seu cicle de vida.
El preprojecte o avantprojecte té en compte des de la idea inicial al desmantellament de la construcció, organització, producte o sistema, tenint en compte també usos secundaris, mals usos, possibles renovacions, canvis, incidències o mal funcionaments. Forçosament ha de complir totes les normatives vigents que hi siguin pertinents.
El mètode té en compte tots els usuaris al llarg de tot el cicle de vida, el medi ambient, la viabilitat i sostenibilitat econòmica i social, la qualitat, la traçabilitat, etc. El projecte pot ser una innovació o millora, una ampliació, una rèplica, etc. Requereix sobretot creativitat, enginy, capacitat analítica, flexibilitat, sentit comú, mirada crítica, coneixement tècnic i científic de diferents àrees i saber-los integrar per a arribar a una resposta adient a tots els requeriments, incloent els recursos de tota mena (materials, humans, etc.) i el temps.